# Mesabolivar botocudo
Mesabolivar botocudo är en spindelart som beskrevs av Huber 2000. Mesabolivar botocudo ingår i släktet Mesabolivar och familjen dallerspindlar. Inga underarter finns listade i Catalogue of Life.